# Michiel van der Gucht

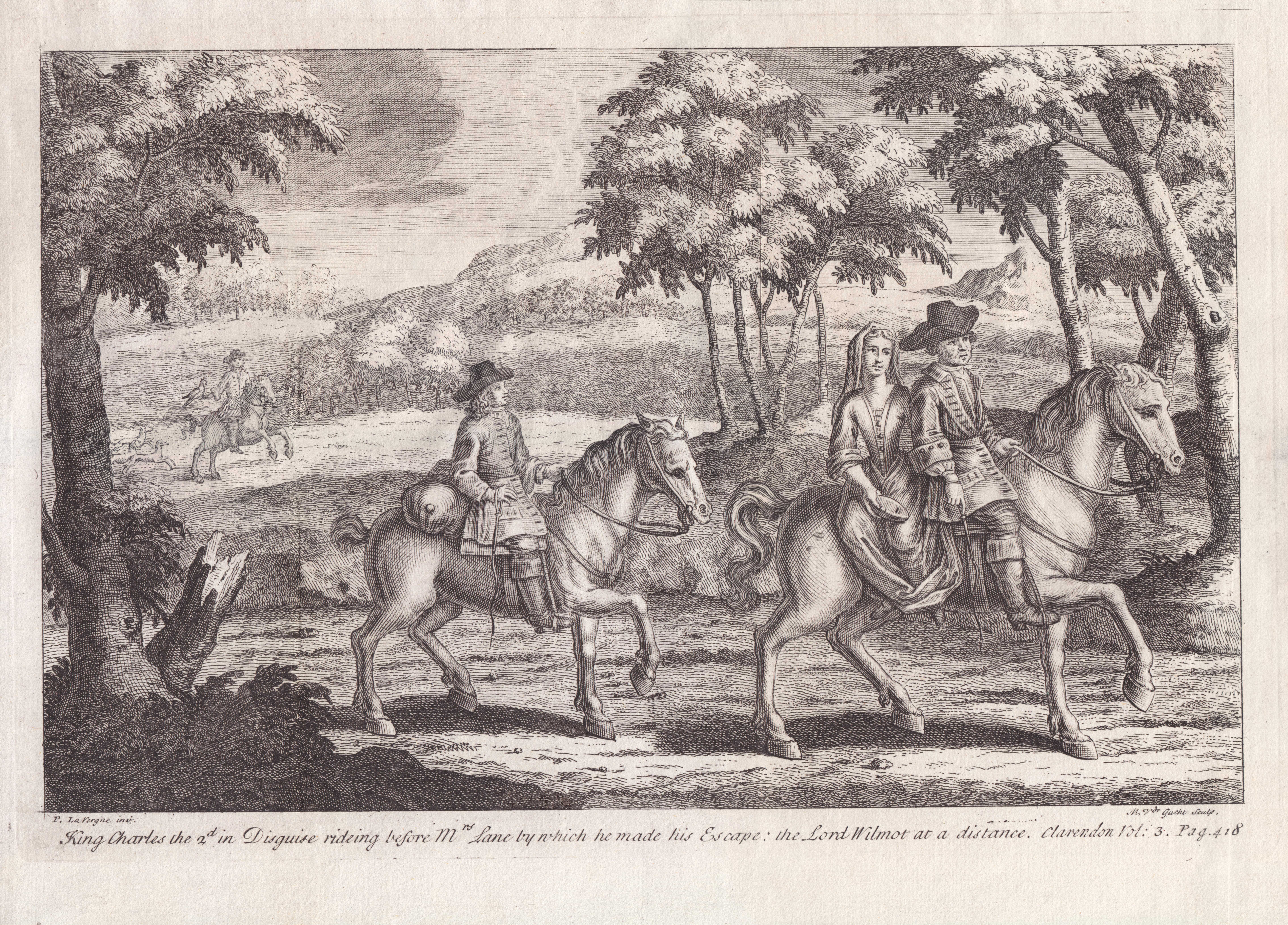
La fuga di Carlo II d'Inghilterra, da Storia della Rivoluzione di Clarendon

Michiel van der Gucht, o Gugt o Michael Vandergutch (Anversa, 1660 – Anversa o Londra, 16 ottobre 1725), è stato un incisore fiammingo.

## Biografia

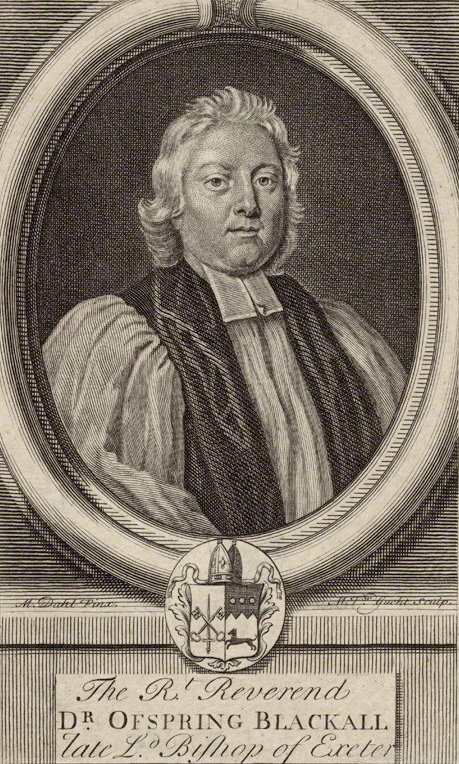
Ritratto del Rev.Offspring Blackall

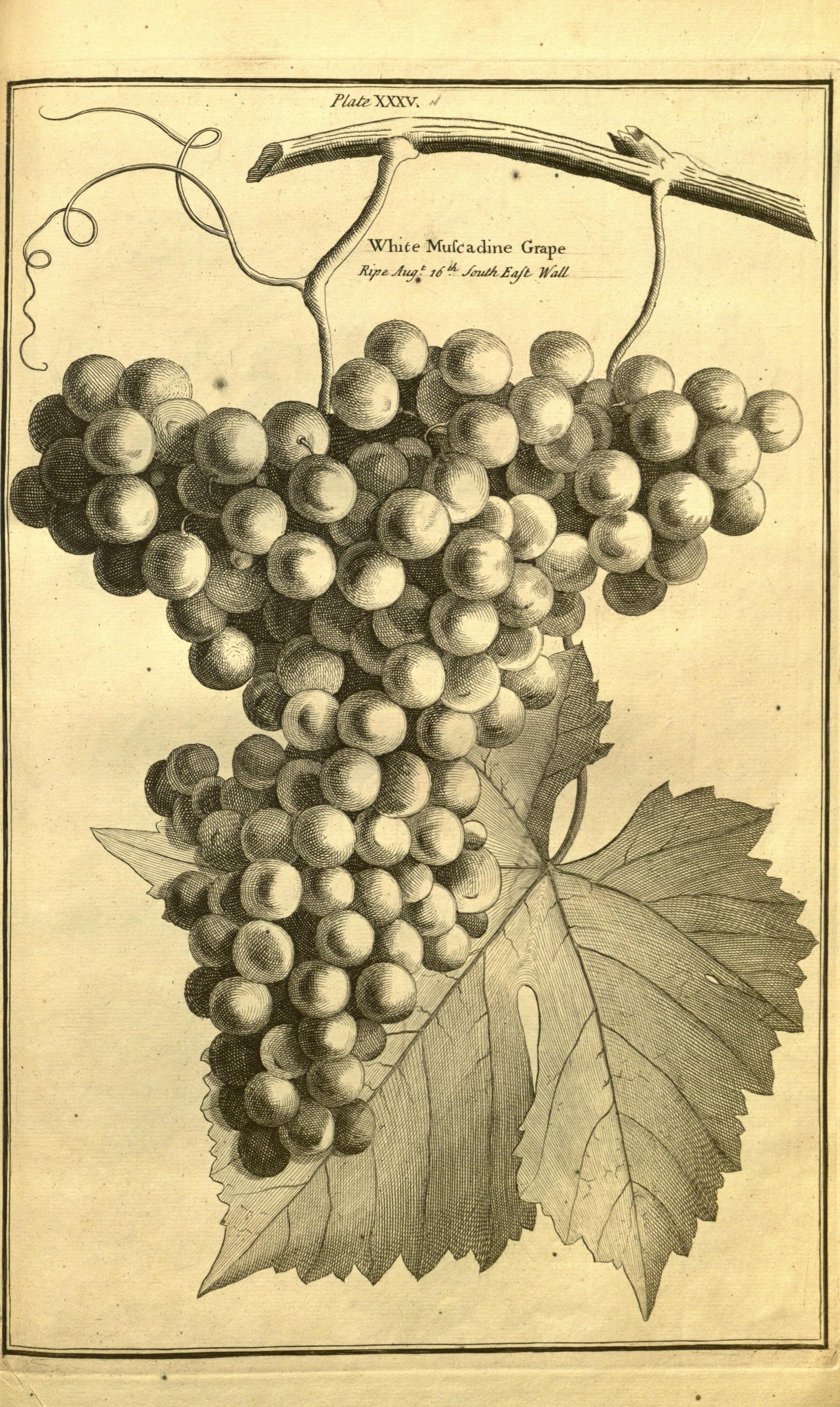
Grappolo d'uva da Pomona or the Fruit of the Garden Illustrated

Apprendista di Frederik Bouttats II tra il 1672 ed il 1673, o forse di Philip Bouttats, ed allievo di David Loggan, operò inizialmente nella sua città natale, dove entrò a far parte della Corporazione di San Luca nel 1673, e dal 1682 ad Amsterdam, dove risiedeva sul Rosengracht. Il 16 giugno 1682 sposò Maria van Hogenbergh van Aerschot. Si trasferì poi a Londra nel 1688, lavorando principalmente all'illustrazione di libri.  Inizialmente realizzò soprattutto tavole anatomiche, passando in seguito all'esecuzione di ritratti di personaggi illustri ed architetture. Morì a Londra nel 1725 nella sua casa di Bloomsbury a causa della gotta.
Tra le sue opere, parecchie tavole della Clarendon's Hystory, i ritratti di Sir Josiah Child da John Riley, di Thomas Sprat, vescovo di Rochester da Peter Lely, del vescovo Francis Atterbury da Godfrey Kneller e della regina Elisabetta da Antonio Moro e una grande stampa della Royal Navy da Thomas Baston. Collaborò, inoltre, con William Cowper alla realizzazione delle tavole per le illustrazioni del libro di Edward Tyson Orang-outang, sive Homo Sylvestris; or, The Anatomy of a Pygmie compared with that of a Monkey, an Ape and a Man, to which is added a phylological essay concernig the Pygmies, the Cynocephali, the Satyrs and Sphinges of th Ancients, wherein it will appears that they are all either Apes or Monkeys, and not Men, as formerly pretended. Eseguì, infine, a partire dai disegni di Everhardus Kickius e Garrett Moore, la maggior parte delle tavole (75; altre 7 furono realizzate da John Savage) del testo di Hans Sloane A voyage to the islands of Madera, Barbados, Nieves, S.Christophers and Jamaica.
Furono suoi allievi George Vertue, i suoi figli, Gerard e Jan, che operarono come incisori a Londra, e James Smith.

## Opere
- Illustrazioni per il "Clarendon's Hystory", serie di incisioni[1][4]
- Ritratto del Rev.Offspring Blackall, incisione da Michael Dahl, 162 × 100 mm, 1722, National Portrait Gallery, Londra
- Illustrazioni per il "Pomona or the Fruit of the Garden Illustrated", serie di incisioni[9]
- HMS Prince, incisione da Isaac Sailmaker, 1670[10]
- Ritratto di James Drake, incisione da Thomas Forster, 1707[11]
- Ritratto di Edward Lake, incisione, 1705[12]
- Ritratto di Thomas Creech, incisione, 127 mm x 77 mm[13]
- Ritratto di Edmund Gibson, incisione, National Portrait Gallery, Londra[14]
- Ritratto di Ned Ward, incisione, 1710[15]
- Ritratto Sir Josiah Child, incisione da John Riley[4]
- Thomas Sprat, vescovo di Rochester, incisione da Peter Lely[4]
- Ritratto del vescovo Francis Atterbury, incisione da Godfrey Kneller[4][16]
- Illustrazioni per il testo "Orang-outang, sive Homo Sylvestris" di Edward Tyson, serie di incisioni[7]
- Illustrazioni per "A voyage to the islands of Madera, Barbados, Nieves, S.Christophers and Jamaica", 75 incisioni[8]